# Little Drummer Boy
Little Drummer Boy je božićna pjesma napisana 1958. Pjevao ju je Bing Crosby.

## Poveznice
- Božićne pjesme